# Pavlos Melas

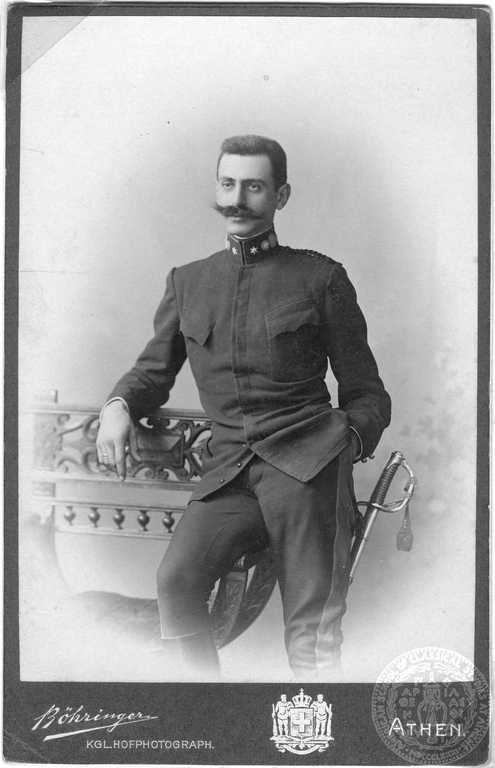

Pavlos Melas (griechisch Παύλος Μελάς, * 29. März 1870 in Marseille, Frankreich; † 13. Oktoberjul. / 26. Oktober 1904greg. in Statista, Osmanisches Reich) war ein griechischer Offizier der hellenischen Armee und Andart in Makedonien.
Er war ein Anführer des griechisch Befreiungskampfes gegen die Türken und des bewaffneten Kirchenkampfes gegen die Bulgaren in Makedonien.

## Leben
Pavlos Melas wurde in eine wohlhabende griechische Kaufmannsfamilie hineingeboren. Sein Vater Michail Melas war ein überzeugter Patriot und Verfechter der Megali Idea (Μεγάλη Ιδέα). Er beeinflusste seinen Sohn maßgeblich, sodass dieser die Offizierslaufbahn einschlug und 1891 von der griechischen Offiziersschule (Scholi Evelpidon, Σχολή Ευελπίδων) graduierte. Pavlos Melas heiratete 1892 Natalia Dragoumi, die Tochter des Politikers Stephanos Dragoumis und Schwester von Ion Dragoumis.
Melas trat in die Nationale Gesellschaft (Ethniki Etairia, Εθνική Εταιρεία) ein, deren Ziel es war, alle Griechen von der Herrschaft der Osmanen zu befreien. 1897 beteiligte er sich an der Aufstellung von Partisanengruppen, die aber an der damaligen Nordgrenze militärisch scheiterten. Nach dem Ilinden-Preobraschenie-Aufstand wurde Melas 1903 noch einmal von der Regierung insgeheim beauftragt, in Makedonien die Verhältnisse zu sondieren. Unter dem Kampfnamen „Kapetan Mikis Zezas“ Καπετάν Μίκης Ζέζας ging er im Juli 1904 mit einer kleinen Einheit von Männern zur Bekämpfung der bulgarischen Innere Mazedonische Revolutionäre Organisation und osmanischer Türken wieder nach Makedonien. Dabei wurde seine Einheit von Truppen des Osmanischen Reichs bei Kastoria im Dorf Statista gefasst und er kam unter ungeklärten Umständen zu Tode.
Er gilt heute als einer der wichtigen Freiheitskämpfer Griechenlands und nach ihm wurden zahlreiche Straßen, aber auch eine Gemeinde Thessalonikis, sowie das Dorf Statista, das heute Melas heißt, benannt. In Melas gibt es ein Museum zu seinen Ehren.

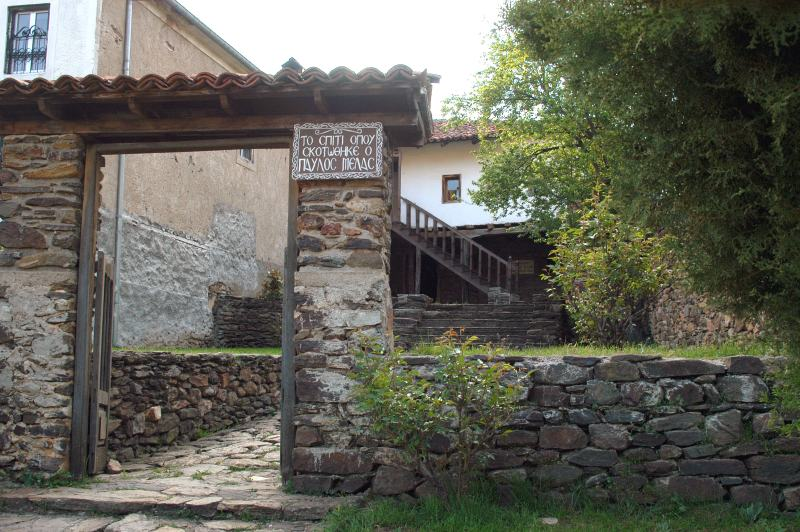
Pavlos Melas Museum von außen

Sein Porträt ist auf der 10-Euro-Silber-Gedenkmünze zum 200-jährigen Jubiläum der Griechischen Revolution.